# Brookesia betschi
Brookesia betschi Brygoo, Blanc & Domergue, 1974 è un piccolo sauro della famiglia Chamaeleonidae, endemico del Madagascar.

## Biologia
Durante il giorno è attiva nella lettiera della foresta pluviale, mentre durante le ore notturne cerca riparo sui rami più bassi della vegetazione.
È una specie ovipara.

## Distribuzione e habitat
L'areale della specie è ristretto alle foreste pluviali montane del Madagascar settentrionale, tra 1150 e 1650 m di altitudine.

## Conservazione
La IUCN Red List classifica B. betschi come specie prossima alla minaccia di estinzione (Near Threatened).
La specie è inserita nella Appendice II della Convention on International Trade of Endangered Species (CITES).
la specie è protetta all'interno del Parco nazionale di Marojejy, della Riserva speciale di Anjanaharibe Sud, della Riserva speciale di Manongarivo e della Riserva naturale integrale dello Tsaratanana.